# Nokia C7
Nokia C7 – telefon wyprodukowany przez firmę Nokia, wprowadzony do sprzedaży we wrześniu 2010 roku.

## Bateria
Bateria	Li-Ion 1200 mAh.
- czas czuwania w 2G 648 godzin
- czas czuwania w 3G 648 godzin
- czas rozmów w 2G 570 minut
- czas rozmów w 3G 300 minut
- czas odtwarzania muzyki 54 godziny

## Multimedia
- radio z RDS
- odtwarzacz muzyki
- odtwarzacz wideo

## Nawigacja
- Kompas
- GPS